# Marcello Meroi
Marcello Meroi (Porto Azzurro, 6 marzo 1958) è un politico italiano, sindaco di Viterbo dal 1995 al 1999 e Presidente della Provincia di Viterbo dal 2010 al 2015.

## Attività politica
Sindaco di Viterbo dal 1995 al 1999, deputato di Alleanza Nazionale nella XIV Legislatura (2001-2006), fu eletto presidente della Provincia di Viterbo nel 2010 al primo turno, raccogliendo il 54,7% dei voti in rappresentanza di una coalizione di centrodestra. Era sostenuto, in consiglio provinciale, da una maggioranza costituita da Popolo della Libertà (fino al 2013), Nuovo Centrodestra, Fratelli d'Italia - Centrodestra Nazionale, UdC, Popolo Etrusco (nel PdL), Meroi Presidente.
Il 13 gennaio 2014 presentò le proprie dimissioni dalla carica di presidente. Le ritirò il 2 febbraio successivo, ultimo giorno utile.
Terminò il suo mandato amministrativo con le elezioni provinciali del 3 maggio 2015, quando fu eletto il suo successore Mauro Mazzola.